# Cash and carry
Il cash and carry (spesso abbreviato in C&C; traducibile come «paga in contanti e porta via») è una formula distributiva di vendita di prodotti, principalmente alimentari, a utenti professionali in possesso di partita IVA.

## Caratteristiche
La formula distributiva è nata negli Stati Uniti e si è diffusa in Europa soprattutto grazie al contributo di Otto Beisheim, il fondatore della catena Metro nata in Germania nel 1964 e giunta in Italia nel 1972. Altre catene di Cash&Carry presenti oggi in Italia sono: Sogegross, Altasfera, C+C, Adhoc, Multicash, Talento-Professional Store, Centro Cash, ZonaMarket, Stop&Shop. Operano comunque in Italia anche molti Cash&Carry indipendenti, non facenti capo ad organizzazioni nazionali.
Le loro caratteristiche principali sono:
- esistenza di impresa commerciale all'ingrosso
- accoglienza dei clienti da parte del grossista nel proprio magazzino
- organizzazione nella forma self-service
- prelevamento diretto della merce da parte del cliente
- pagamenti in contanti o tramite fattura, della merce, e trasporto della stessa da parte del cliente

La normativa italiana richiede, per una struttura Cash and carry, un'area di vendita superiore ai 400 m². La disciplina è stata rivista nel d.lgs 114/1998.